# 元犬
『元犬』（もといぬ）は、古典落語の演目の一つ。文化年間に出版された笑話本『写本落噺桂の花』の一編である「白犬の祈誓」に見える。
犬が信心によって人間に生まれ変わったものの、犬のころの性癖が抜けない姿を描く。「白犬は人間に近い」という俗信をもとにしたもので、菊岡沾涼の『諸国里人談』第5巻（寛保3年・1743年）に、堺にある浄土宗の寺で白犬が門番の男になったという話が収録されていることから、武藤禎夫は「元は説教の題材に使われていた話なのであろう」と記している。
落ち（サゲ）は、「居ぬか」と「犬か」をかけた地口落ちである。

## あらすじ
白犬は人間に近く、信心すれば来世には人間に生まれ変われるという。
近くに住む（人間の）ご隠居からそんな話を聞き、一念発起して目黒不動にお百度を踏みに来た白い犬。
「できれば、今生のうちに人間になりたいと思います」
満願の日、一心不乱に祈っているとにわかに毛が抜け、あっという間に人間の姿になった。大喜びした犬は、たまたま通りかかった件の隠居に事情を話し、「四郎」という名前を付けてもらって仕事の世話をしてもらう。片岡さんという人のところで奉公をすることになった彼だが、つい犬の習性が出て失敗ばかり。
「焙炉（ほいろ）を火にかけてくれ」と言われ、「吼えろ」と聞きちがえて「ワンワン！」。
そのうち、女中のお元さんに用事ができ、片岡さんが「お元はいぬか？」と声をあげると四郎が勘違いして
「元は犬でございましたが、今朝がた人間になりました」

## 派生作品
飯野文彦の『白い犬』はこの落語をベースとしている。
2024年放送のテレビアニメ『わんだふるぷりきゅあ!』の主人公が犬から人間に変身するという設定は『元犬』から着想を得ている。